# ПСОВ Попово
ПСОВ Попово е пречиствателна станция за отпадъчни води разположена на 7 km от град Попово в землището на село Кардам на източния бряг на река Черни Лом.

## Обща информация
Първата копка на пречиствателна станция Попово е направена през 2007 г. Завършена е през декември 2009 г. Официално е въведена в експлоатация в началото на 2010 г. Проектът и изграждането на съоръжението са финансирани по програма ISPA на ЕС/МОСВ и е на обща стойност от 23 196 990 лв., бенефициент по проекта е община Попово. За довеждането на отпадните води от града до станцията е изграден 9 km колектор.
Станцията е предназначена за пречистването на смесени отпадни води (битови, индустриални и дъждовни) до степен позволяваща заустването им във водоприемника река Черни Лом. ПСОВ Попово е оразмерена за натоварване от 37 000 еквивалент жители и среден дневен дебит от 7000 m3/ден.

## Технологична схема
Отпадъчните води се отвеждат гравитачно от канализационната система на Попово до ПСОВ. Водите в станцията преминават през двустепенна технология на пречистване с последващо обеззаразяване и третиране на образуваните излишни утайки.

### Първо стъпало: Механично пречистване
От водата се отстраняват по-едрите примеси, пясъкът и маслата, като се прилагат основни физични закони.
Едрите отпадъци се задържат последователно от 2 двойки решетки – първите с разстояние между прътите от 20 mm и вторите с разстояние между прътите от 5 mm. Така поетапно се отстраняват всички отпадъци, по-големи от 5 mm. Пясъкът и маслата се отстраняват от 2 комбинирани съоръжения включващи аерируем пясъкозадържател с водно-маслена сепарация.

### Второ стъпало: биологично пречистване
След механичното пречистване на водата остават предимно разтворени органични и неорганични съединения, които не могат да бъдат отстранени механично и известно количество неразтворени вещества. Биологичното пречистване служи за елиминиране на разтворените вещества от отпадните води. То се извършва от сложен комплекс от микро- и макро-организми наречен активна утайка. Процесите в станцията имитират естествено протичащите такива във водните басейни с тази разлика, че те са интензифицирани и строго контролирани, без да представляват опасност за околната среда.
Биологичното пречистване се осъществява в 2 типа съоръжения – биобасейни и вторични утаители.

#### Биобасейни
В ПСОВ Попово те са 2 на брой. В тях се смесват активната утайка, отпадъчната вода и кислород необходим за протичането на редица окислителни процеси. Биобасейните в станцията са от SBR (Sequencing Batch Reactor) тип. Те осигуряват променливи условия необходими за протичането на процесите нитрификация и денитрификация, осъществяващи билогичното елиминиране на азота от водата.

#### Вторични утаители
Вторичните утайтели в пречиствателната станция в Попово са 3 на брой. Те представляват кръгли басейни с дъно обърнат конус и служат за разделяне на вече пречистената вода и активната утайка, която се утаява на дъното на басейна. Пречистената вода се зауства във водоприемника река Черни Лом. Предвидено е обеззаразяване на заустваната вода чрез UV(ултравиолетови лъчи), необходимо при екстремни ситуации.
Част от утаената активна утайка се връща обратно в биобасейните, а друга се отвежда към линия за обработка на излишни утайки. Излишните утайки се образуват при протичането на биохимичните процеси в биобасейте, водещи до нарастване биомасата на микро- и макро-организмите. За да се осигури необходимата интензивност на процесите се отнема от системата определено количество утайка.
Така изградената двустъпална технология на пречистване осигурява отстраняването на 95% от замърсителите в отпадните води на Попово. Биологичното пречистване на водата се осъществява между 4 и 8 часа.

### Третиране на утайките
Излишните утайки в ПСОВ Попово се подлагат последователно на аеробна стабилизация и последващо механично обезводняване.

#### Аеробно стабилизане
Образуваните излишни утайки се отвеждат в аеробен дигестер, където се извършва стабилизация на утаките. В дигестера протичат процеси, при които се намалява сухото тегло на утайките и се намалява количеството на патогените (болестотворни бактерии и вируси). Така обработената утайка не съдържа болестотворни микроорганизми, което я прави годна за употреба в селското и горското стопанство като почвен подобрител.

#### Механично обезводняване
Стабилизираната утайка от дигестера със съдържание на вода около 96% се обезводнява механично от лентова филтър преса. В резултат на това се получава „утайков кек“ със съдържание на сухо вещество 25%.